# Jim Whiting
James „Jim“ Whiting (* 11. Januar 1951 in Paris) ist ein freischaffender Künstler.

## Leben
Als Sohn eines Engländers und einer Schweizerin aus dem Kanton Graubünden verbrachte er ab 1954 seine Kindheit in Salisbury, Simbabwe, ab 1959 dann in London. Er studierte von 1969 bis 1972 am Queen Mary College in London Electronic Engineering & Systems Control und von 1972 bis 1973 am High Wycombe College of Art. Von 1973 bis 1974 studierte er Bildhauerei an der St Martin's School of Art. Ab 1979 arbeitete er als freischaffender Künstler in London.
Der Durchbruch gelang ihm 1984 durch sein Werk im Video Rockit von Herbie Hancock. In derselben Zeit begann seine Zusammenarbeit mit dem Schweizer Skulpteur Tinguely, der ihn als seinen legitimen Nachfolger bezeichnete.
Ein Teil der Werke Whitings war 1987 im avantgardistischen Vergnügungspark und „Jahrmarkt der modernen Kunst“ Luna Luna von André Heller zu sehen.
Von 1988 an erreichte Whiting mit seinem Maschinentheater Unnatural Bodies über mehrere Jahre in verschiedenen Großstädten große Erfolge. In Basel war von 1992 bis 1994 die erste Version von Bimbo Town zu sehen, von 1995 bis 2016 in Leipzig.